# 索西比烏斯
索西比烏斯（希臘語：Σωσιβιoς），生活於西元前三世紀，是埃及托勒密王朝托勒密四世的重臣。
關於索西比烏斯的家世沒有詳細記載，有可能是托勒密二世期間的索西比烏斯之子，也缺乏關於索西比烏斯從政經歷的描述，但可知他對年輕的托勒密四世有相當大的影響力，並實際掌握政務。根據波利比烏斯的描敘，索西比烏斯利用巧妙的政治手腕，在不用直接煽動托勒密四世的情形下，使
托勒密四世的叔叔利西馬科斯、兄弟馬加斯、母親貝勒尼基二世接連遭到處死。而當時流亡到托勒密王朝的斯巴達國王克里昂米尼三世可能會影響索西比烏斯所掌握傭兵的部隊，索西比烏斯因而利用當時的局勢使克里昂米尼三世遭到軟禁。
在托勒密四世沉迷於享樂不理朝政之後，王國的實權逐漸落到索西比烏斯的手中，使國家的財政和軍事防衛衰敗，鄰近的塞琉古國王安條克三世趁機發動第四次敘利亞戰爭，隨即占領柯里敘利亞等地。索西比烏斯利用精湛的外交協商使安條克三世的征服行動延誤，讓埃及有足夠時間招募傭兵和訓練部隊，索西比烏斯更從本土埃及裔中招募士兵，並依馬其頓方陣的戰術來訓練，彌補托勒密軍中希臘裔的缺乏。在前217年，索西比烏斯陪同托勒密四世進軍巴勒斯坦，於拉菲亞戰役擊敗安條克三世獲得戰爭勝利，之後，托勒密四世派索西比烏斯與安條克交涉一個相當滿意的和約。
之後托勒密四世的期間索西比烏斯依然握有大權，但某種程度上與阿加托克利斯分享權力，對於隨後的過程不是很清楚，可確定索西比烏斯和阿加托克利斯策劃謀殺了阿爾西諾伊三世。
索西比烏斯後來可能遭到反對派處死或被撤職，然而關於這些詳細史料都已散失，因而不是很確定。